# Ермакова, Вероника Валерьевна
Вероника Валерьевна Ермакова (26 февраля 2005, Аша, Челябинская область) — российская футболистка, выступающая на позиции полузащитника клуба ЦСКА.

## Карьера
Знакомство с футболом произошло в женской секции футбольного клуба «Металлург» Аша. Первым тренером была Анна Григорьева.
Селекционеры ЦСКА обратили внимание на Веронику на турнире «Локобол» и уже в 2017 году она переезжает в СШОР по ИВС из города Красноармейск. В сезоне 2019 года в чемпионате Московской области (уровень второго дивизиона России) сыграла 17 матчей и забила 31 гол. В первом дивизионе в 2020 году — 3 матча и 1 гол в ворота молодёжной «Рязань-ВДВ».
В феврале 2021 года провела первые официальные матчи за основной состав ЦСКА на турнире Кубок Турции против сборных Нигерии (действующий чемпион Африки), Экваториальной Гвинеи (2-х кратный чемпион Африки) и Узбекистана. В чемпионате России 2021 года сыграла 6 матчей (во всех выходила на замену) и стала серебряным призёром.
С 2019 года привлекается в сборную России (до 17), с 2022 — в сборную России (до 19).

## Командная статистика
| Выступление      | Выступление      | Выступление      | Лига | Лига | Кубок | Кубок | Еврокубки | Еврокубки | Итого | Итого |
| Клуб             | Лига             | Сезон            | Игры | Голы | Игры  | Голы  | Игры      | Голы      | Игры  | Голы  |
| ---------------- | ---------------- | ---------------- | ---- | ---- | ----- | ----- | --------- | --------- | ----- | ----- |
| СКА-СШОР по ИВС  | вторая           | 2019             | 17   | 31   | —     | —     | —         | —         | 17    | 31    |
| СКА-СШОР по ИВС  | Итого            | Итого            | 17   | 31   | —     | —     | —         | —         | 17    | 31    |
| ЦСКА-2           | первая           | 2020             | 3    | 1    | —     | —     | —         | —         | 3     | 1     |
| ЦСКА-2           | Итого            | Итого            | 3    | 1    | —     | —     | —         | —         | 3     | 1     |
| ЦСКА             | высшая           | 2021             | 6    | 0    | —     | —     | —         | —         | 6     | 0     |
| ЦСКА             | высшая           | 2022             | 5    | 0    | —     | —     | —         | —         | 5     | 0     |
| ЦСКА             | высшая           | 2023             | —    | —    | —     | —     | —         | —         | 0     | 0     |
| ЦСКА             | высшая           | 2024             | 12   | 0    | 5     | 0     | —         | —         | 17    | 0     |
| ЦСКА             | Итого            | Итого            | 23   | 0    | 5     | 0     | —         | —         | 28    | 0     |
| Всего за карьеру | Всего за карьеру | Всего за карьеру | 38   | 32   | 5     | 0     | —         | —         | 43    | 32    |